# Raiffeisenbank Erding
Die Raiffeisenbank Erding eG ist eine deutsche Genossenschaftsbank mit Sitz in der bayerischen Kreisstadt Erding im Landkreis Erding.

## Geschichte
Bereits am 10. März 1910 wurde die Lagerhausgenossenschaft Erding auf Anregung genossenschaftlich gesinnter Landwirte gegründet und überaus erfolgreich betrieben. Die Firmierung zur Raiffeisenbank Erding eGmbH erfolgte im Jahr 1970. Ende der 70er Jahre und im Laufe der 80er Jahre wurden durch Verschmelzungen mit nahegelegenen Spar- und Darlehenskassenvereinen sowie Raiffeisenkassen und durch Neubauten ein Großteil des jetzigen Geschäftsstellennetzes geschaffen. Im Jahr 2010 wurde die Bank, mit ihren Wurzeln in der Lagerhausgenossenschaft, 100 Jahre alt.
Die Raiffeisenkasse Eitting eGmbH mit dem Sitz in Eitting fusionierte im Jahr 1968 mit der damaligen Lagerhausgenossenschaft Erding eGmbH zur Raiffeisenbank Erding und Umgebung eGmbH. Im Folgejahr fusionierte die Raiffeisenbank Erding und Umgebung eGmbH dann mit der Raiffeisenkasse Berglern eGmbH mit dem Sitz in Berglern und der Raiffeisenkasse Altenerding eGmbH mit dem Sitz in Altenerding.
Durch die Fusion der Raiffeisenkasse Langengeisling eGmbH mit dem Sitz in Langengeisling mit der Raiffeisenbank Erding und Umgebung eGmbH im Jahr 1970 erfolgte die Namensänderung zur Raiffeisenbank Erding eGmbH. Im Jahr 1971 fusionierte dann die Raiffeisenbank Moosinning eGmbH mit dem Sitz in Moosinning mit der Raiffeisenbank Erding eGmbH, gefolgt von der Raiffeisenkasse Notzing-Aufkirchen eGmbH mit dem Sitz in Notzing im Jahr 1973. Die Raiffeisenbank Oberding eG mit dem Sitz in Oberding verschmolz anschließend im Jahr 1977 mit der Raiffeisenbank Erding eG.
Im Jahr 1996 fand eine Fusion der Raiffeisenbank Erding eG fand mit der Raiffeisenbank Bockhorn eG mit dem Sitz in Bockhorn statt.
Am 3. und 5. Mai 2024 beschlossen die Vertreterversammlungen der VR-Bank Erding eG und der Raiffeisenbank Erding eG die Fusion zur neuen VR-Bank Erding eG. Die Fusion wurde Mitte Juli 2024 technisch vollzogen und gilt rückwirkend zum 1. Januar 2024.